# Gotthard Günther
Gotthard Günther (Arnsdorf, 15 giugno 1900 – Amburgo, 19 novembre 1984) è stato un filosofo tedesco.

## Biografia
Günther nacque ad Arnsdorf, Hirschberg im Riesengebirge, nella Slesia prussiana (oggi Jelenia Góra, in Polonia). Tra il 1921 e il 1933 studiò sinologia e filosofia alle università di Heidelberg e Berlino, scrivendo la sua tesi di dottorato su Hegel nel 1933 sotto la guida di Eduard Spranger. Dal 1935 al 1937 lavorò presso l'istituto di Arnold Gehlen dell'Università di Lipsia, pubblicando Christliche Metaphysik und das Schicksal des modernen Bewusstseins (in italiano La metafisica cristiana e il destino della coscienza moderna) insieme a Helmut Schelsky nel 1937. Fu un membro della cosiddetta scuola di Lipsia.
Nello stesso anno, seguendo la moglie, la psicologa di origine ebraica Marie Günther-Hendel, emigrò dalla Germania nazista prima in Italia, poi alla Stellenbosch University in Sudafrica e infine, nel 1940, negli Stati Uniti. Lì completò il proprio sistema di logica: il suo grande studio Die philosophische Idee einer nicht-Aristotelischen Logik (Il concetto filosofico di una logica non aristotelica) fu pubblicato nel 1957 ad Amburgo presso la casa editrice Meiner. Entrò a far parte del dipartimento di ingegneria elettrica dell'Università dell'Illinois - Urbana-Champaign nel 1960 come professore di ricerca, collaborando con Warren McCulloch, Heinz von Foerster, Humberto Maturana e altri. Nel 1962, pubblicò Cybernetic Ontology and Transjunctional Operations. Successivamente tenne lezioni presso l'Università di Amburgo fino alla sua morte, avvenuta in questa città nel 1984.
Il lavoro di Günther si basa su Georg Wilhelm Friedrich Hegel, Martin Heidegger e Oswald Spengler. Sviluppò un approccio logico trans-aristotelico (omettendo il tertium non datur ). La logica transclassica di Günther costituisce il tentativo di combinare i risultati della dialettica moderna con la logica formale. La sua attenzione al problema filosofico del "Du" ("Tu") rivestì un ruolo pionieristico. Contribuì inoltre ad alcuni settori della cibernetica e alle scienze naturali e sociali, e in particolar modo alla sociologia.

## Opere
- 1933, Grundzüge einer neuen Theorie des Denkens in Hegels Logik.
- 1937, Christliche Metaphysik und das Schicksal des modernen Bewusstseins.
- 1952, Uberwindung von Raum und Zeit: phantastische Geschichten aus der Welt von Morgen.
- 1957, Das Bewusstsein der Maschinen: eine Metaphysik der Kybernetik.
- 1959, Idee und Grundriss einer nicht-Aristotelischen Logik, volume 1, Die Idee und ihre philosophischen Voraussetzungen.
- 1962, Cybernetic Ontology and Transjunctional Operations.
- 1965, Cybernetics and the Transition from Classical to Trans-Classical Logic.
- 1967, Logik, Zeit, Emanation und Evolution.
- 1976, Beiträge zur Grundlegung einer operationsfähigen Dialektik, 1.
- 1979, Beiträge zur Grundlegung einer operationsfähigen Dialektik, 2.
- 1980, Beiträge zur Grundlegung einer operationsfähigen Dialektik, 3.